# Ложнево
Ложнево — деревня в Ядровской волости Псковского района Псковской области.
Расположена на восточной границе города Пскова, к югу от деревни Горнево недалеко от железной дороги Псков — Дно.
| 2001 | 2002 | 2010 | 2016 |
| ---- | ---- | ---- | ---- |
| 61   | ↘51  | ↘24  | ↗87  |